# Tardif de Bourgogne
Tardif de Bourgogne is een hopvariëteit, gebruikt voor het brouwen van bier.
Deze hopvariëteit is een “aromahop”, bij het bierbrouwen voornamelijk gebruikt vanwege zijn aromatische eigenschappen. Deze Franse variëteit werd de eerste maal gekweekt in 1977 en wordt geteeld in de Elzas.

## Kenmerken
- Alfazuur: 3,1 – 5,5%
- Bètazuur: 3,1 – 5,5%
- Eigenschappen: